# Symphonie no 55 de Joseph Haydn

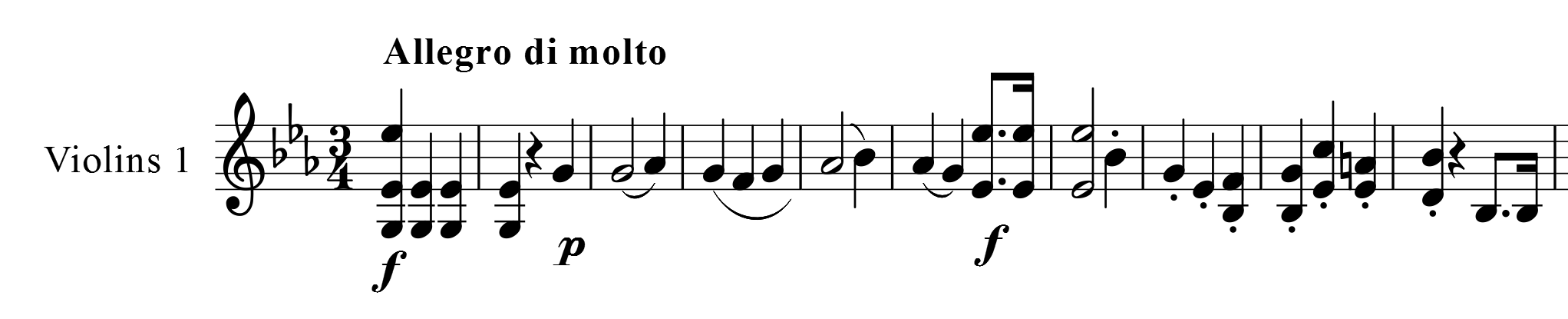
10 premières mesures de la symphonie n°55 d'Haydn

La Symphonie no 55 de Joseph Haydn intitulée le maître d'école, en mi bémol majeur Hob.55 est une symphonie du compositeur autrichien Joseph Haydn. Composée en 1774, elle comporte quatre mouvements.

## Analyse de l'œuvre
1. Allegro di molto
2. Adagio
3. Menuet
4. Presto

## Instrumentation
- Deux hautbois, un basson, deux cors, cordes.